# Рива, Мария
Мария Рива (англ. Maria Riva, урождённая Зибер, род. 13 декабря 1924, Берлин) — американская актриса, дочь Марлен Дитрих и Рудольфа Зибера.

## Биография
Мария Рива родилась в 1924 году Берлине, в семье Марлен Дитрих и Рудольфа Зибера. В 1930 Марлен Дитрих разошлась с мужем (официально они продолжали состоять в браке) и вместе с дочерью переехала в Лос-Анджелес. После первого голливудского фильма Марлен Дитрих — «Марокко» — они переселились в Калифорнию.
В 1934 году десятилетняя Мария Зибер снялась вместе с матерью в фильме «Распутная императрица» (Мария сыграла Екатерину II в детстве).
Во время Второй мировой войны она поступила в актёрскую школу в Голливуде. После её окончания, в 1943 году, вышла замуж за Дина Гудмана, но этот брак закончился разводом. Незадолго до окончания войны вместе с матерью выступила в Европейском театре и приняла участие в Концертной программе, с которой Марлен Дитрих гастролировала по Европе перед американскими войсками.
Вернувшись в США, в 1947 году, она вышла замуж во второй раз за Уильяма Риву. До 1948 года пара в основном проживала в Нью-Йорке. У Уильяма и Марии родилось четверо сыновей. После рождения первого ребёнка, Дж. Майкла Ривы в 1948 году, пресса назвала Марлен Дитрих «самой гламурной бабушкой в мире».
Кроме съёмок в кино, Рива выступала в театрах, в том числе в 1954 году на Бродвее. В 1950-е она принимала участие во многих телевизионных программах в прямом эфире из Нью-Йорка. Она была удостоена премии «Эмми» в номинации лучшая актриса в 1952 и 1953 годах. В 1988 году актриса сыграла свою последнюю роль в фильме Ричарда Доннера «Новая рождественская сказка», после чего прекратила актёрскую деятельность. В 2001 году в честь столетия Дитрих вышел документальный фильм Дэвида Ривы (внука Марлен и сына Марии Ривы) «Марлен Дитрих — Белокурая Бестия», снятый на основе воспоминаний Марии Ривы.
В 2005 Мария Рива опубликовала стихи, мысли, записи её матери, написанные в последние годы её жизни в Парижской квартире на авеню Монтень. Эти записи были изданы и получили название «Ночные мысли». Книга сразу стала бестселлером.

## Труды
- Riva, Maria. Marlene Dietrich. — Ballantine Books[англ.], 1992. — ISBN 0-345-38645-0.
- Riva, Maria. Marlene Dietrich: Photographs and Memories. — Thames & Hudson Ltd., 2001. — ISBN 0500510717.
- Dietrich, Marlene. Nachtgedanken. — 2005. — ISBN 978-3-57000-874-4.
- Riva, Maria. You Were There Before My Eyes: A Novel. — W.W. Norton & Company Ltd., 2017. — ISBN 1681775077.